# 메흐리반 알리예바
메흐리반 아리프그즈 알리예바(아제르바이잔어: Mehriban Arif qızı Əliyeva 메흐리반 아리프그즈 앨리예바, 혼전 성씨: 파샤예바·Paşayeva, 러시아어: Мехрибан Ариф кызы Алиева 메흐리반 아리프키지 알리예바[*], 1964년 8월 26일 ~ )는 아제르바이잔의 퍼스트 레이디이자 초대 부통령이다.

## 생애

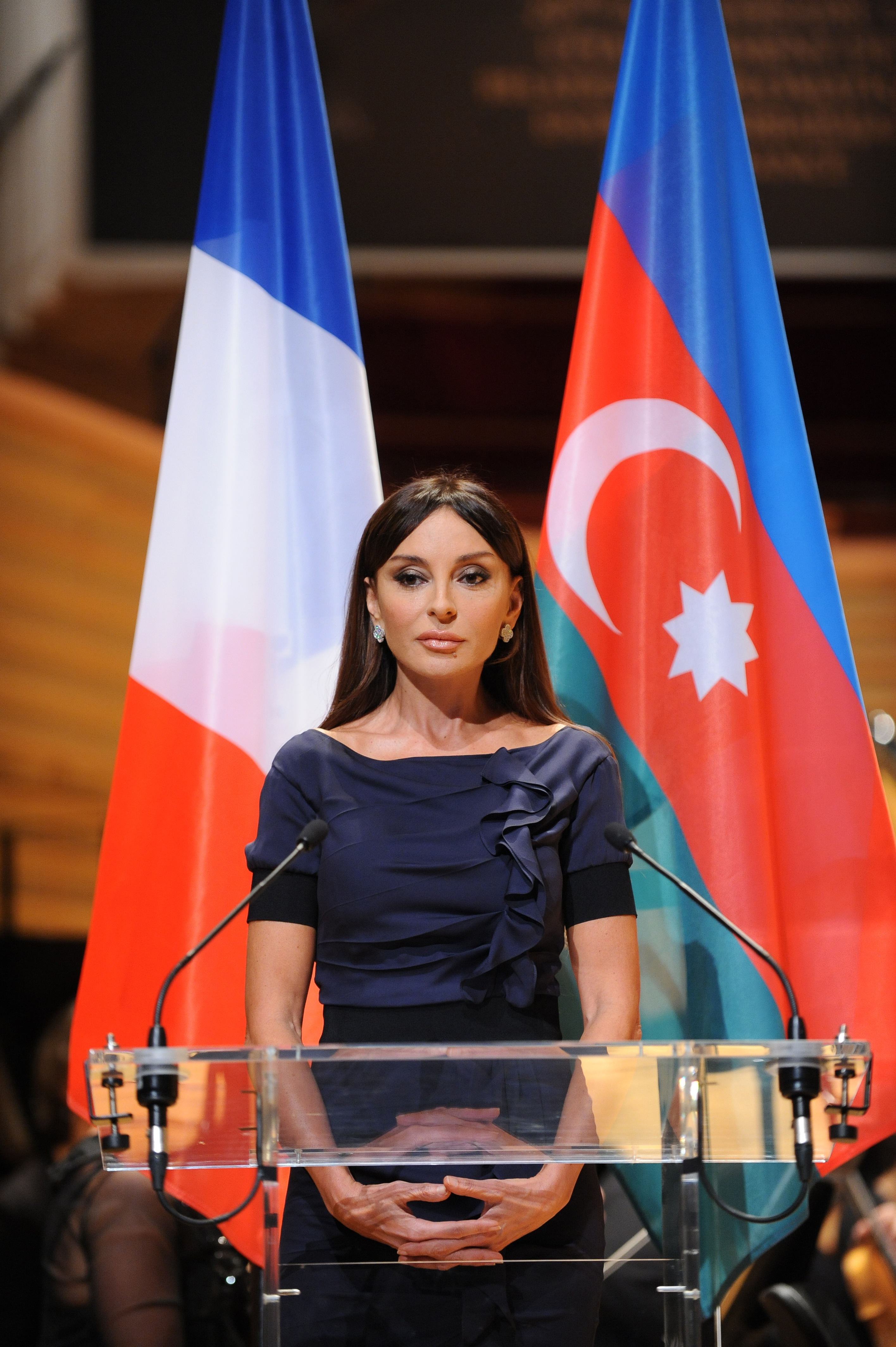
프랑스에 방문한 알리예바

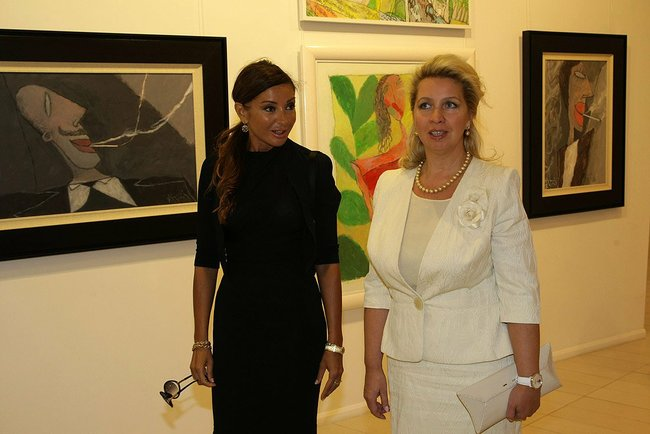
자신이 운영하는 미술관에서 스베틀라나 메드베데바와 만나는 알리예바

알리예바는 1964년 8월 26일에 아제르바이잔 소비에트 사회주의 공화국 바쿠에서 태어났으며, 아제르바이잔에서 가장 부유하고 영향력 있는 집안 출신이다. 모스크바 국제 관계대학교에 나와 역사학을 전공해 박사학위를 받았고 아제르바이잔 의료 대학교에 나와 안과 의사로 일했다. 1983년에 아제르바이잔의 대통령인 일함 알리예프와 결혼했으며, 2003년부터 남편인 알리예프 대통령의 퍼스트 레이디로 활동하였고, 2004년에 유네스코(UN교육과학문화기구) 친선대사를 역임하기도 했다. 그의 시아버지이자 전임 대통령인 헤이다르 알리예프 자선재단 대표 직함을 맡은 바가 있었다. 그의 친아버지인 파샤에프는 은행과 보험, 건설, 여행 등 다양한 분야의 사업체를 거느리고 있다. 아제르바이잔 유일의 벤틀리 대리점도 운영하였다.
2007년 한 차례 대한민국에 국빈방문한 적이 있었다. 국빈방문했을 때는 그녀의 화려한 패션이 언론의 집중 조명을 받기도 했다. 위키리크스 전문에 따르면 일함 알리예프 대통령의 부인인 메흐리반 알리예바 가족들은 석유 부국인 아제르바이잔에서 가장 막강한 가문에 속한다면서 이같이 묘사하고 있다. 전문은 퍼스트레이디인 알리예바는 대다수가 무슬림인 아제르바이잔에서 보통여성들보다 패션에 민감하고 대담하다면서 외국에서 성형수술을 받은 것은 물론 서방세계에서조차 도발적으로 생각되는 옷을 입는다고 전해왔다. 그녀는 성형 수술 탓에 TV에서나 사진에서 그녀의 얼굴 전체가 보이지 않게 했다고 폭로한 바가 있었다.
2017년 2월 21일 그녀의 남편이자 대통령인 일함 알리예프가 자신을 부통령으로 임명하였다. 야당은 가족통치를 비판하면서도 독재정치를 확립시키는 국민적 결레라고 강하게 비판하였다. 또 새 헌법에 따라 부통령은 대통령 유고 때 권한대행을 맡는다. 대통령의 임기는 5년에서 7년으로 연장되었다.